# Nu couché de dos
Nu couché de dos est un tableau réalisé par le peintre italien Amedeo Modigliani en 1917. Cette huile sur toile de format horizontal est un nu qui représente une femme aux cheveux bruns regardant vers le spectateur de ses yeux aux orbites bleues alors qu'elle est allongée sur le ventre, occupant la composition en diagonale. L'œuvre est conservée à la Fondation Barnes, à Philadelphie, en Pennsylvanie, aux États-Unis.